# Ottavio Rossi
Ottavio Rossi (Adria, 23 luglio 1916 – Copparo, 30 dicembre 2005) è stato un calciatore italiano, di ruolo mediano.

## Carriera
Giocò una stagione in Serie A con il Bari.